# Moses Gaster
Moses Gaster (Bucarest, 17 settembre 1856 – Abingdon-on-Thames, 5 marzo 1939) è stato un linguista e rabbino rumeno.

## Biografia
Nel 1885 fu esiliato in Inghilterra; insegnò a Oxford e fu rabbino a Londra. Pubblicò diversi studi di letteratura e folklore romeno, tra cui una biografia di Anton Pann.